# Janusz Marciszewski
Janusz Marciszewski (ur. 1914, zm. 10 listopada 2012 w Poznaniu) – polski dziennikarz, publicysta, pisarz, kolekcjoner i działacz wędkarski.

## Życiorys
Urodził się na Wildzie w Poznaniu w rodzinie mieszczańskiej. Podczas II wojny światowej zaangażowany do robót przymusowych (najpierw HCP, a potem Belgia i Schwarzwald). Z tego ostatniego miejsca zbiegł do Szwajcarii. Dotarł do Francji, gdzie zaciągnął się do 12 Pułku Ułanów Podolskich. Po zakończeniu działań wojennych przeniósł się do Wielkiej Brytanii, gdzie pracował w górnictwie. Do 1947 był pisarzem wojskowym. W grudniu tego roku, po demobilizacji powrócił do Poznania, gdzie rozpoczął studia na Wydziale Prawa Uniwersytetu Poznańskiego. Rozpoczął pracę jako dziennikarz w dziale sportowym Expresu Poznańskiego. Potem pisał dla Gazety Poznańskiej (do jej likwidacji w 2006). Ostatecznie związał się z Głosem Wielkopolskim (z przerwą w latach 1972–1983, kiedy to mieszkał w Szczecinie i pracował w Głosie Szczecińskim).
Uchodził za nestora poznańskiego dziennikarstwa. Ponadto był pasjonatem wędkarstwa. W Gazecie Poznańskiej prowadził przez długie lata rubrykę Bez zanęcania. Kolekcjonował też kufle do piwa i anegdoty o popularnych postaciach poznańskiego świata kultury. Był przewodniczącym poznańskiego oddziału Stowarzyszenia Dziennikarzy Rzeczypospolitej Polskiej.

## Publikacje
Wydał m.in.:
- Atlas wędkarski Poznań i okolice,
- Pitawal poznański,
- Warto było to przeżyć. Dziennikarskie plotki i anegdotki.